# (34738) Hulbert
(34738) Hulbert (2001 QV71) – planetoida z pasa głównego asteroid okrążająca Słońce w ciągu 3,2 lat w średniej odległości 2,17 j.a. Odkryta 20 sierpnia 2001 roku.